# Дюссельдорф-Унтербильк
Унтербильк (нем. Unterbilk) — административный район в городе Дюссельдорф (Германия, федеральная земля Северный Рейн-Вестфалия). Расположен в центральной части города. Район входит в III-й административный округ Дюссельдорфа.

На западе Унтербильк граничит с районом Хафен и рекой Рейн, на севере — с районом Карлштадт, на востоке — с районом Фридрихштадт, на юго-востоке — с районом Бильк и на юго-западе — с районом Хамм.

В Унтербильке находится часть т. н. «Правительственного сектора Северного Рейна — Вестфалии» (de:Regierungsviertel (Düsseldorf)).

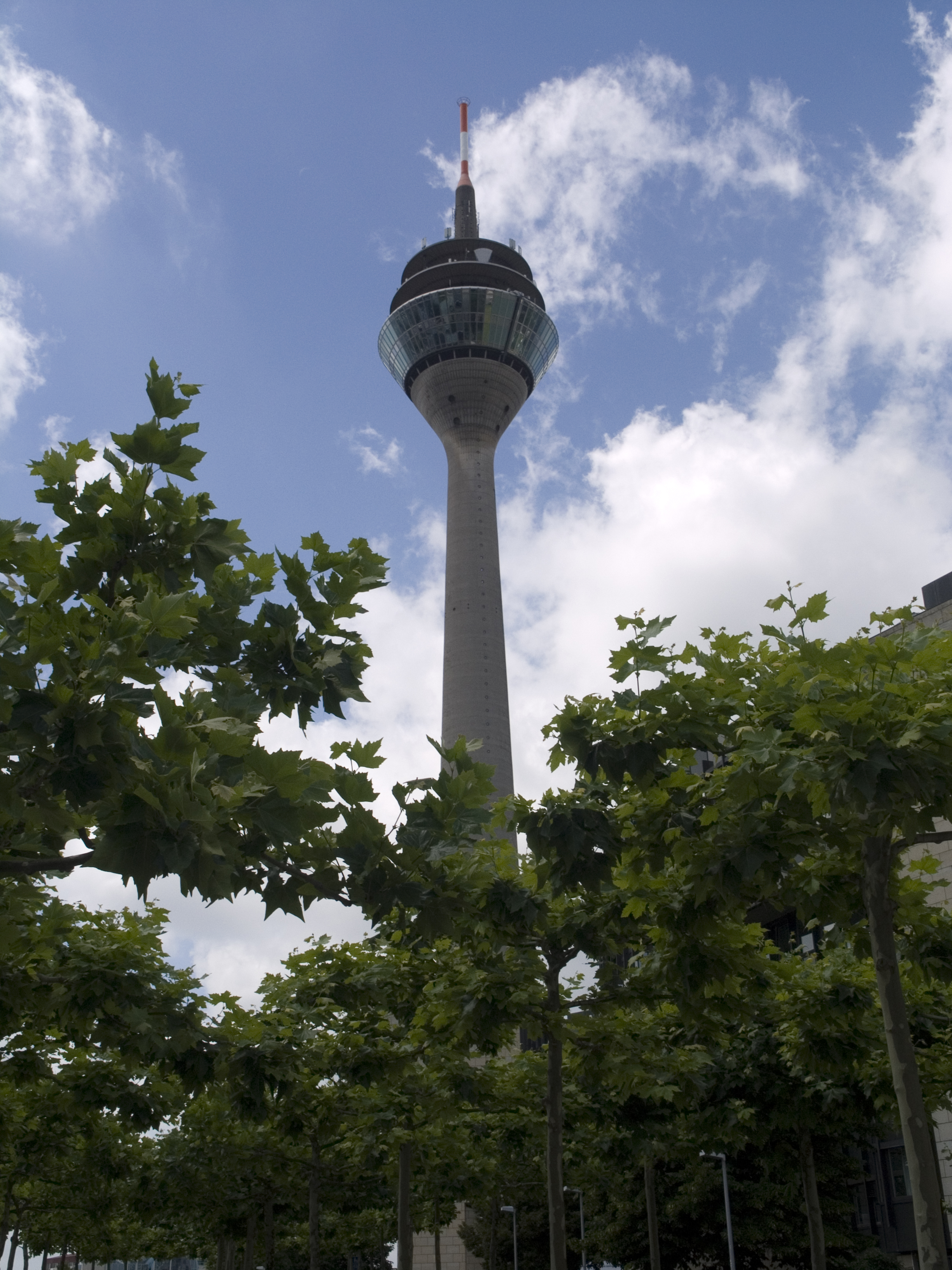
Телевизионная башня Rheinturm

## История
Первое документальное подтверждение существования местности под названием Бильк датируется 799 годом. До 1206 года местность принадлежала приходу церкви Святого Мартина, в 1384 году Бильк вошёл в состав города Дюссельдорф.

Разделение Билька связано со строительством Ахен-Дюссельдорф-Рурортской железнодорожной компанией железнодорожной ветки Дюссельдорф-Нойс в 1853 году. При этом местность к югу от железной дороги сохранило название Бильк, а к северу — получила название Унтербильк.

В 1876 году в Унтербильке открылся первый в Дюссельдорфе ипподром, а в 1890—1896 годах строится Дюссельдорфский порт. В дальнейшем район плотно застраивается, а в 1980-х годах на границе Унтербилька и Хафена строятся телевизионная башня Rheinturm,  ландтаг Северного Рейна-Вестфалии, возводится комплекс зданий т. н. «Гавани средств массовой информации» (нем. Medienhafen). С 1992 по 1998 годы возводится высотное здание «Городские ворота», ставшее одной из «визитных карточек» Дюссельдорфа.
В конце XIX века в районе был разбит небольшой сквер, со временем преобразившейся в городской парк. Сегодня парк примечателен, в частности, сохранившейся скульптурной группой 1894 года «Адам и Ева» — скульптор Петер Бройер. Повреждённая во время Второй мировой войны, скульптура была восстановлена Рудольфом Кристианом Байшем совместно с  Херманом Изенманом.

## Транспорт
Через Унтербильк проходит Рейнский тоннель — часть федеральной автомагистрали B1.

Через территорию района проходят линии городской электрички региона Рейн-Рур S8, S11 и S28. Также по району проходит ряд трамвайных и автобусных маршрутов.

В декабре 2007 года начато строительство поперечного тоннеля Дюссельдорфского скоростного трамвая, так называемой линии «Wehrhahn». Линия будет иметь 6 подземных станций, одна из которых будет находиться на территории Унтербилька. Окончание строительства запланировано на 2014 год.

## Экономика
В Унтербильке практически отсутствуют промышленные предприятия. Большей частью тут сосредоточены организации, относящиеся к правительственному сектору, а также предприятия работающие в сфере средств массовой информации. Среди последних выделяется «Западногерманское радио».
Также в Унтербильке расположена знаменитая Вестфальская академия наук.